# ليس في بلدتنا
ليس في بلدتنا (بالإنجليزية: Not In Our Town، واختصارًا: NIOT) هو مشروع يستخدم الأفلام الوثائقية ووسائل الإعلام الجديدة والتنظيم، بهدف إيقاف الكراهية والتصدي للترهيب وبناء مجتمعات آمنة وشاملة. «ليس في بلدتنا» هو البرنامج الرئيسي لمجموعة عمل، وهي شركة لإنتاج الوسائط غير الربحية تأسست عام 1988 في مدينة أوكلاند بولاية كاليفورنيا الأمريكية.

## القصة الأصلية
بدأ مشروع «ليس في بلدتنا» في عام 1995 من خلال برنامج بي بي إس الوطني الخاص الذي يروي قصة توحيد مواطني مدينة بيلينغز بولاية مونتانا لصفوفهم في سبيل الرد على جرائم الكراهية في بلدتهم. وضع البرنامج معياراً جديداً يتعلق بالتأثير التلفزيوني وإطلاق العروض والاجتماعات العامة في مئات المجتمعات على نطاق البلد. حشدت الحملة الأولى المنظمات الدينية والمنظمات غير الربحية ووكالات إنفاذ القانون والمعلمين ومحطات التلفزيون العامة وممثلي قطاع العمل والعديد من أصحاب المصلحة الآخرين، بهدف تنظيم الأعمال التي تسعى لمكافحة الكراهية في المجتمعات المحلية.

## المشاريع اللاحقة
وضع المشروع الأساس للعديد من الأفلام اللاحقة، إذ وثق «ليس في بلدتنا» المئات من الاستجابات المجتمعية والجهود الاستباقية لمنع الكراهية والتعصب على مدار السنوات العشرين الماضية، لعب المشروع إلى جانب صناعة الأفلام، دوراً مباشراً في المدارس والمجتمعات من خلال توفير الدعم العملي والأدوات والتدريب.
استضاف بي بي إس الموقع الأصلي لمشروع «ليس في بلدتنا» الذي وسع في عام 2010 عروضه على الإنترنت على موقعه الإلكتروني، فقد تضمن أكثر من 100 فيلم مجتمعي قصير ودروساً مستمدة من المجتمعات المحلية والأدوات والموارد، إضافةً إلى خريطة تفاعلية. يمثل هذا الموقع أيضاً المنزل الرقمي لما يُعرف باسم «ليس في مدرستنا»، إذ يحتوي على أكثر من 50 فيلماً مدرسياً للعرض، يتضمن العديد منها أدلة وخطط دراسية تتماشى مع المعايير الأساسية المشتركة للدولة. يتميز الموقع NIOT.org أيضاً ببوابة لإنفاذ القانون على الرابط NIOT.org/COPS .
يُعد برنامج بي بي إس ومحطات الإعلام العامة شركاء رئيسيين لبرنامج «ليس في بلدتنا»، الذي تعاون مع منظمات أخرى بما فيها خدمات الشرطة الموجهة لوزارة العدل الأمريكية، والرابطة الوطنية والرابطة الوطنية للمعلمين الآباء ومواجهة التاريخ وأنفسنا. تعمل هذه المنظمات في الخارج في روسيا وأوكرانيا والمجر وجنوب أفريقيا وإيرلندا الشمالية.

## أفلام بي بي إس وحملات التلفزيون العام
أنتج برنامج «ليس في بلدتنا» على مدار العقدين الماضيين خمسة أفلام وثائقية من خلال برنامج بي بي إس، وعرض وأقام آلافاً من العروض المجتمعية على الصعيد الوطني. بُذلت جهود مشتركة برعاية برنامج بي بي إس وهيئة الإذاعة العامة، شمل فيلم «نور في الظلام» شراكةً بين 17 محطة إعلام عامة و20 منظمة وطنية وأكثر من 300 عرض مجتمعي على مستوى البلد. أنشأت محطات الإعلام العامة محتوى محليًا ومصادر من «ليس في مدرستنا» حول الفيلم، متضمنة محطة الراديو دبليو دي إي تي والمحطة التلفزيونية دبليو يو إس إف - تي في، تامبا وكي كيو إي دي، بيتسبرغ وكي سي بي تي، مدينة كانساس، كليفلاند إيديستريم وكي بي بي إس، سان دييغو وإن بي آر، تلفزيون ناشفيل العام وكي بي بي إس سان دييغو من شبكة فرونتراس.
بي بي إس وأفلام التلفزيون العام، بترتيب زمني عكسي:
«الاستيقاظ في أوك كريك» (2014)، يتابع هذا الفيلم السكان في مدينة أوك كريك بولاية ويسكونسن، وذلك بعد مقتل ستة من مصلين سيخ على يد أحد المتعصبين البيض، إذ استلهم المجتمع المحلي التسامح والإيمان من التقاليد السيخية. تعرّض الملازم بريان مورفي لإطلاق النار 15 مرة خلال الهجوم، وانضم إلى العمدة وقائد الشرطة أثناء محاولتها إقامة روابط جديدة مع مجتمع السيخ. برز أعضاء المعبد الشباب الذين كانوا لا يزالون في حالة حداد بصفتهم قادة خلال سعيهم لإنهاء العنف. تجمع الآلاف من أجل الوقفات الاحتجاجية والأحداث المجتمعية في العام الذي تلا المأساة، تكريماً للضحايا وسعياً لتوطيد الروابط. تمكنوا معاً، من إيقاظ المجتمع الذي تهزه الكراهية وتحويله إلى روح السيخ التي تدعو للتفاؤل الذي لا هوادة فيه.
«ليس في مدينتنا: الدعاوى الجماعية» (2012، 30 دقيقة)، لمحات عن الطلاب وأفراد من المجتمع المحلي الذي يحاولون خلق التغيير في أعقاب العنصرية ومعاداة السامية والعواقب المؤلمة المترتبة على التنمر. يواجه طلاب جامعة مسيسيبي الانقسامات القديمة والكو كلوكس كلان بمنتهى الهدوء بمجرد إدارة ظهورهم للكراهية، بينما يتجمع المئات في حرم جامعة إنديانا لإضاءة الشموع بعد الهجمات المعادية للسامية التي شُنت على الحرم الجامعي، كما كسر عدد كبير من طلاب المدارس الثانوية في جنوب كاليفورنيا حاجز الصمت حول ما يتعلق بالتنمر في مدارسهم، وهتفوا بصوت واحد وعال، «ليس في بلدتنا».
«ليس في بلدتنا: نور في الظلام نسخة محفوظة 3 سبتمبر 2014 على موقع واي باك مشين.» (2011، إصدارات 60 دقيقة و27 دقيقة)، يتابع الفيلم مجتمعاً بعد الأزمة التي تعرض لها إثر الهجوم المميت الذي تعرض له المهاجر المحلي مارسيلو لوسيرو في باتشوغو بولاية نيويورك. يواجه مختلف أصحاب المصلحة في المجتمع الجريمة والجو المليء بالخلافات والنزاع، كما يلتزمون بالإجراءات الجارية لمنع جرائم الكراهية والتعصب في المستقبل.
«ليس في بلدتنا، شمال كاليفورنيا: عندما يقع الكره» (2005، 60 دقيقة)، وهو عبارة عن بحث مشترك مع (كي كيو إي دي)، إذ يتناول خمسة مجتمعات في شمال كاليفورنيا تعرضت للعنف الناتج عن الكراهية على مدار فترة خمس سنوات. اكتشفوا معاً ومن خلال القصص مجتمعة أنه سواء كان الدافع هو العنصرية أو معاداة السامية أو الجرائم التي يحركها النوع الاجتماعي أو التوجه الجنسي، فإن الكراهية تتطلب استجابة مشتركة. يجد سكان كاليفورنيا طرقاً مبتكرة للرد على الكراهية وبناء المجتمع.
«ليس في مدينتنا، الجزء الثاني» (1996، 60 دقيقة)، يستعرض باختصار قصة بيلينغز ويحكي ست قصص جديدة عن الأشخاص الذين يعملون على إنشاء البلدات والمدن وأماكن العمل والمدارس التي تخلو من الكراهية. يعمل المواطنون جنباً إلى جنب مع الشرطة لمعالجة جرائم الكراهية، ويناقش الشباب كيفية تأثير الكراهية على حياتهم، كما يكتشف العاملون في المكاتب كيف أن محاولتهم لتحسين مهارات التواصل قد خففت من التوترات العرقية وخلقت مكاناً أكثر انسجاماً للعمل، يجتمع الناس لإعادة بناء الكنائس المحروقة في الجنوب وتكتشف البلدة أن منع الكراهية قبل حدوثها حتى هو الحل الأمثل.
«ليس في بلدتنا، الجزء الأول» (1995، 30 دقيقة)، هو الفيلم الذي أدى إلى إطلاق الحركة. يتابع هذا الفيلم مواطني مدينة بيلينغز بولاية مونتانا، في محاولتهم للرد على سلسلة من جرائم الكراهية في مدينتهم من خلال تعاونهم معاً، إذ إن الأنشطة الناتجة عن العنصرية والتعصب للبيض كانت في ارتفاع حينها. فقد كان من الممكن العثور على الأدب العنصري في جميع أنحاء المدينة، وعطلت مجموعة من حليقي الرؤوس خدمات إحدى الكنائس الأمريكية من أصل أفريقي، ورُسم الصليب المعقوف على منزل إحدى العائلات من الأمريكيين الأصليين بالبخاخ وكُتبت عبارات وإهانات عنصرية، وألقيت الحجارة عبر نافذة بيت يعود لعائلة يهودية. يُتابع الفيلم قوة محلية قوية تحاول تطبيق القانون، والزعماء المدنيين والجماعات الدينية والنشطاء من المواطنين ووسائل الإعلام المحلية التي أرسلت رسالة بسيطة وقوية إلى العنصريين البيض محتواها «ليس في بلدتنا». بدأ المشاهدون في جميع أنحاء البلاد بتطبيق هذا النموذج على مجتمعاتهم بعد بث الفيلم في عام 1995.
كتب الوزير والموسيقي فريد سمول أغنية تحمل نفس الاسم نُشرت في عام 1994، وتروي نفس القصة لكن بصياغة مختلفة. بينما ألف الطبيب نفسي جان كوهن كتاباً بعنوان «شمعدان الميلاد» ومسرحية بعنوان «شموع الورق» التي تتحدث بالتفصيل عن قصص بيلينغز.

## وصلات خارجية
- الموقع الرسمي (بالإنجليزية)